# Арктическая политика Норвегии

Арктические и Антарктические территории Норвегии

Арктическая политика Норвегии — проводимая государством внешняя политика, которая направлена на реализацию политики поддержания Арктического региона мирным, инновационным и стабильно устойчивым регионом, где нормам международного сотрудничества и уважения принципов международного права. Долгосрочной целью правительства Норвегии является: продолжение добросовестного международного сотрудничества с соседями в Арктике, обеспечение устойчивого развития бизнеса, основанного на гармонии роста производства и обеспечения надлежащей охраны окружающей среды, готовности к обеспечению безопасности и готовности к чрезвычайным ситуациям в этом регионе.

## История
В декабре 2006 года была представлена Арктическая стратегия Норвегии. Общей целью этого документа было создание устойчивого роста и развитие Арктического региона на основании трёх принципов: присутствие (presence), деятельность (activity) и знание (knowledge). Также в стратегии были изложены семь основных политических приоритетов Норвегии:
- осуществление стабильной, последовательной и прогнозируемой политики в отношении Арктики;
- занимать главенствующую роль в принятии международных усилий по развитию арктического региона;
- достичь лучших показателей при взаимодействии с окружающей средой и природными ресурсами Арктики;
- обеспечить надлежащую основу для дальнейшей разработки нефтяной деятельности;
- защита средств к существованию, традиций и культуры коренных народов, а также развитие сотрудничества между ними и государством;
- укрепление сотрудничества с Российской Федерацией[2].

С этого момента было введено в обиход официальное обозначение сферы влияния и интересов Норвегии в Арктике — Nordområdene (национальный приоритет).
Обновленная Арктическая стратегия Норвегии была представлена в городе Бодо 21 апреля 2017 года. По словам премьер-министра Норвегии Эрны Солберг сегодняшний рост на севере страны значительно опережает рост в остальных частях Норвегии. Этот процесс в целом приносит большую пользу стране и задачей государства является активизация усилий в Арктической части, что Норвегия будет и впредь играть ведущую роль в развитии и управлении Арктикой. Несмотря на волнения во многих частях мира, правительство смогло сохранить Арктику как мирный регион, где сотрудничество является превыше всего. На данный момент Норвегия активно развивает свои арктические районы, что требует поиска путей сотрудничества с государствами «Арктического совета». В Арктической стратегии Норвегии 2017 года содержится подробный обзор таких тем, как: международное сотрудничество, развитие бизнеса, инфраструктуры, охрана окружающей среды, безопасность и готовность к чрезвычайным ситуациям.
На данный момент Норвегия состоит в следующих организациях, что направлены на сохранение и развитие арктического региона:
- Североатлантическая комиссия по вопросам морских млекопитающих[англ.] — международный орган по сотрудничеству в области сохранения, управления и изучения морских млекопитающих в Северной Атлантике;
- Arctic Frontiers — независимая норвежская организация ежегодно разрабатывающая приоритеты в развитии и исследованиях в Арктике;
- Arctic Monitoring and Assessment Programme — рабочая группа по реализации Программы арктического мониторинга и оценки;
- Polar View — мониторинг и прогнозирование изменений траектории дрейфа морского льда, айсбергов, ледового края, речного льда;
- Совет Баренцева/Евроарктического региона — содействие устойчивому развитию региона, двустороннему (Норвегия — Россия) и многостороннему сотрудничеству в области экономики, торговли, науки и техники, окружающей среды, инфраструктуры, образования и культурных обменов, туризма, а также реализации проектов, направленных на улучшение положения коренного населения Арктики[5].